# Gymnobela illicita
Gymnobela illicita é uma espécie de gastrópode do gênero Gymnobela, pertencente a família Raphitomidae.